# Manobia humeralis
Manobia humeralis es una especie de insecto coleóptero de la familia Chrysomelidae. Fue descrita en 1996 por Kimoto.